# Bel!ever
『Bel!ever』（ビリーバー）は、日本の男性アイドルグループ・MAG!C☆PRINCEの2作目のアルバム、およびその表題曲。2018年12月5日にユニバーサルミュージックのレーベル・ZEN MUSICからリリースされた。
2017年1月リリースの前作『111』から1年11か月ぶりとなるセカンド・アルバムである。前作から今作の間にリリースされた『UPDATE』・『YUME no MELODY/Dreamland』・『Best My Friend』・『SUMMER LOVE』の、シングル4作すべてを収録している。その他に配信限定でリリースされた「SAKURA my friends」、テレビドラマ『この恋はツミなのか!?』のエンディングテーマ「もしも僕が世界を変えれたら」などが含まる。初回限定盤はボーナス・トラックとして内部ユニットのKnight of Cheersとテンツーツーの楽曲を収録している。

## 背景とリリース
MAG!C☆PRINCEは2017年1月9日に名古屋・Zepp NAGOYAでは2度目となるワンマン・ライブ『本気☆LIVE Vol.3』を開催し、そこでネスレ日本のキャンペーン『東海発！「キットカット」受験応援大使』に就任したことを発表した。その活動の1つとしてメンバーと古畑奈和（SKE48）が出演するショートフィルム『RUSH 〜キット、イツカ〜』が制作され、ステージでこの挿入歌となる新曲「RUSH」と「SAKURA my friends」を初披露した。ショートフィルムは同日からYouTubeなどで公開される。2月25日に「SAKURA my friends」を音楽配信でリリースした。
5月3日に4thシングル『UPDATE』をリリース。EDMサウンドにのせた別れの歌、というこの「UPDATE」でそれまでのフレッシュで元気といったイメージを脱し、クールで大人っぽい面を見せることに挑んだ。プロデューサーの大澤剛は今作リリース後に、「UPDATE」はMAG!C☆PRINCEの転機となった曲であると振り返っている。「RUSH」はこの『UPDATE』のカップリングに収録された。6月と7月に名古屋と東京でワンマン・ライブ『本気☆LIVE Vol.4』を開催し、6月17日の名古屋公演で新曲「Wake up calling」と「キミラブ」を初披露した。この2曲は今作で初のCD化となる。10月8日に「YUME no MELODY」と「Dreamland」を両A面とする5thシングル『YUME no MELODY/Dreamland』をリリースした。同じく10月にMAG!C☆PRINCEがテレビ・ラジオで冠番組を持つCBCが行う「CBCチャリティ募金」の大使に就任し、そのテーマソングとなる新曲「Smile for Tomorrow」を発表した。この10月に最年少の西岡健吾と阿部周平が20歳を迎え、MAG!C☆PRINCEはメンバー全員が20代となった。
2018年2月14日に6thシングル『Best My Friend』をリリースし、「Smile for Tomorrow」がこのカップリングに収められた。このシングルで初のゴールドディスク認定を受ける。「Best My Friend」はMAG!C☆PRINCEと同じ東海地方出身であるロックバンドのSPYAIRが書き下ろした曲であり、SPYAIRはさらにCBCプロ野球中継の主題歌であり中日ドラゴンズの応援ソングである「Magic Dragons」を提供した。6月20日に7thシングル『SUMMER LOVE』をリリースし、初のチャート首位を獲得する。「Magic Dragons」はこの『SUMMER LOVE』のカップリングに収められた。
2018年の春に大澤剛はツイッター上で、平野泰新・大城光・永田薫の3人のユニット曲「My Princess」と、西岡健吾・阿部周平の2人のユニット曲「超絶☀お陽Summer」を制作したことを明かし、それぞれにユニット名をつける提案をした。4月にレギュラーラジオ番組『MAG!C☆PRINCEのCheerラジ』（Radio NEO）においてユニット名の募集を開始する。平野・大城・永田のユニット名はKnight of Cheersに決まり、5月8日に池袋サンシャインシティ噴水広場で開催したフリーライブにおいて「My Princess」を初披露した。西岡・阿部のユニット名はテンツーツーに決まり、5月27日にイオンモール大高で行った『SUMMER LOVE』リリースイベントで「超絶☀お陽Summer」を初披露した。
7月に阿部がレギュラー番組を持つ三重テレビの高校野球テーマソングにヒロイズムが制作した新曲「Bel!ever」が使用されることが発表され、8月22日にこれを表題曲とするアルバム『Bel!ever』のリリースを発表、9月からリリースイベントを開催した。11月4日に「Bel!ever」のミュージック・ビデオを公開。同じく11月に阿部が柏木由紀・伊藤健太郎主演のドラマ『この恋はツミなのか!?』（ドラマイズム枠）に出演することと合わせて、このドラマのエンディングテーマに今作収録の新曲「もしも僕が世界を変えれたら」が使用されることが明かされた。アルバムは12月5日にリリースされ、MAG!C☆PRINCEはデビュー3周年を迎えた12月23日に日本ガイシホールで初のアリーナ規模のライブ『本気☆LIVE Vol.7 in日本ガイシホール〜MAG!C☆PRINCE 3rd Anniversary〜』を開催した。
2019年の西岡健吾のグループ卒業、および2020年のグループのレーベル移籍により、5人組として、かつユニバーサルミュージックからのオリジナル・アルバムとしては最後のアルバムとなる。
各楽曲のタイアップについては、MAG!C☆PRINCE#タイアップ曲を参照のこと。

## リリース形態、アートワーク
アルバムは通常盤、初回限定盤、5人それぞれのメンバー個別絵柄盤5種の、計7つのタイプでリリースされた。初回限定盤は2曲のボーナス・トラックが収められ、5曲のミュージック・ビデオを収録したDVDが付属する。アートワークは、通常盤は赤紫色をベースとした衣装とその色の背景、初回限定盤は私服風のラフな服装に黄金色の背景、となっている。メンバー個別絵柄盤は、通常盤の衣装の各メンバーのソロ・ショットで、白い文字の「Bel!ever」の「！」がそれぞれのメンバーカラーになっている。

## チャート成績
オリコンチャートでは、2018年12月17日付け週間アルバムランキングで3位にランクイン。同日付けのビルボード・ジャパンのアルバムチャートでは、セールス・チャートTop Album Salesで5位、総合チャートHot Albumsで6位にランクインした。

## 収録トラック

### CD
1. 「YUME no MELODY」（作詞・作曲・編曲: ヒロイズム） – 3:55
2. 「Dreamland」（作詞・作曲・編曲: 渡辺拓也） – 3:44
3. 「Best My Friend」（作詞: MOMIKEN、作曲・編曲: UZ） – 3:58
4. 「UPDATE」（作詞・作曲・編曲: ヒロイズム） – 3:50
5. 「SUMMER LOVE」（作詞・作曲・編曲: ワイルドアニマルズ） – 3:00
6. 「RUSH」（作詞: Kenji Kabashima、作曲: Kenji Kabashima・ツカダタカシゲ、編曲: ツカダタカシゲ） – 3:06
7. 「Magic Dragons」（作詞: MOMIKEN、作曲・編曲: UZ） – 4:08
8. 「Wake up calling」（作詞: miyakei、作曲: 大智・原田峻輔、編曲: 原田峻輔） – 3:57
9. 「SAKURA my friends」（作詞・作曲・編曲: ワイルドアニマルズ） – 4:09
10. 「キミラブ[注 1]」（作詞・作曲・編曲: ワイルドアニマルズ） – 3:07
11. 「Smile for Tomorrow」（作詞・作曲: ヒロイズム・ファンタジ・西沢文人、編曲: ヒロイズム） – 3:33
12. 「Bel!ever」（作詞・作曲・編曲: ヒロイズム） – 3:27
13. 「もしも僕が世界を変えれたら」（作詞・作曲・編曲: 渡辺拓也） – 3:29

ボーナス・トラック（初回限定盤）
14. 「超絶☀お陽Summer」（テンツーツー、作詞: ワイルドアニマルズ、作曲: Curious K.・ワイルドアニマルズ、編曲: ワイルドアニマルズ） – 3:12
15. 「My Princess」（Knight of Cheers、作詞・作曲・編曲: 宮田“レフティ”リョウ） – 3:32

### DVD
1. 「UPDATE (Music Video)」 – 3:51
2. 「YUME no MELODY (Music Video)」 – 3:59
3. 「Best My Friend (Music Video)」 – 4:01
4. 「SUMMER LOVE (Music Video)」 – 3:16
5. 「『Bel!ever』ROAD TO 日本ガイシホール Special Movie」 – 3:38

クレジット・時間：